# Zoff (band)
Zoff was een Duitse band uit de NDW-periode.

## Bezetting bij oprichting
- Reiner Hänsch (zang, ritmegitaar)
- Melo Sobiray (drums)
- Reiner Burmann (keyboard)
- Hans Wegerhoff (gitaar)
- Andreas Wulf (basgitaar)

## Oprichting
De band werd in 1979 opgericht door Reiner Hänsch. Nog in hetzelfde jaar won Zoff de prijs van beste groep bij het jazz- en rock-muziekfestival Jazz Bilzen in de Belgische gelijknamige plaats. In 1980 werd de band onderscheiden met de prijs van de Deutsche Phono-Akademie en door het platenlabel Jupiter Records van Ralph Siegel gecontracteerd.
In de daaropvolgende jaren publiceerde Zoff drie lp's, zeven singles en een maxi-single. Het grootste succes van de band werd de single Sauerland (1983) De bezetting wisselde van tijd tot tijd. Thomas Hesse kwam voor Hans Wegerhoff en werd zelf vervangen door Martin Köhmstredt. Na Melo Sobiray waren achter elkaar Jürgen Düsterloh, Gerd Spree en Achim Czech drummer. Andreas Wulf werd vervangen door Jan Kazda. In 1984 werd de band ontbonden, volgens Hänsch door een veelheid van beweegredenen, waaronder ontevredenheid over het management en het platenlabel.

## Nieuwe bezetting vanaf 2003
Sinds 2003 speelt de band weer live, echter met een andere bezetting als in 1984. Nog erbij van de oorspronkelijke bezetting zijn Reiner Hänsch (zang), Jan Kazda (basgitaar), Reiner Burmann (keyboard) en Martin Köhmstedt (gitaar). Nieuw zijn Wolf Simon (drums, 2003 tot 2006), Jörg Hedtmann (drums, vanaf 2007), Ingo Meyer (gitaar), Katrin Schmitt (achtergrondzang) en Jörg Hamers (percussie, achtergrondzang).

## Discografie

### Singles
- ####: Kein Geld, kein Money / Lisa
- ####: Gimme Gummi / Faxen machen
- ####: Total Banane / La Paloma
- ####: Weil ich dich liebe / Mama
- 1982: Sauerland / Geschichten mit Bild, 1982
- ####: Hundert Mark / Letmathe (Promo)
- ####: Oh, ECD – Hymne voor de Iserlohner ijshockey-club
- 1996: Sauerland
- ####: Wieder da
- ####: Armes Deutschland
- 2009: Sauerland / Letmathe (7" Vinyl)

### Albums
- 1980: Zoff – Lisa, Gimme Gummi, Herta kommt nich, Stinkfisch, Du Oberguru ausm Sauerland, Kopfschuss, Faxen machen, Mach' dich ran, Wenn du willst, Kein Geld, kein Money, Es wär so schön (My Generation / The Who)
- 1982: Keine Faxen mehr – Total Banane, Reich sein, Langeweile, Alles aus Pappe, Ganz ohne Glanz, Vergiß' es, Ich will Dich, Was kost' die Welt, Wie im richtigen Leben, Glücklichkeit
- 1984: Nach der Arbeit – Hundertmark, Letmathe, Fernseh’n, Mama, Weil ich dich liebe, Sauerland, Auf Kuba, Kaufrausch, Geschichten mit Bild, Lametta
- 1984: Bis die Tage (Best Of)
- 2003: Alles beim Alten
- 2004: Hallo Deutschland
- 2005: Zoff-Live
- 2008: Mehr vom Alten
- 2009: Kein Geld, kein Money, ep
- 2013: Schwer abgeräumt! – Lieder aus'm Panzerschrank!

### DVD's
- 2006: Zoff Live – Der Film